# Łyniew
Łyniew – wieś w Polsce położona w województwie lubelskim, w powiecie bialskim, w gminie Wisznice.
W latach 1954–1959 wieś należała i była siedzibą władz gromady Łyniew, po jej zniesieniu w gromadzie Wisznice. W latach 1975–1998 miejscowość administracyjnie należała do województwa bialskopodlaskiego.
Wieś jest sołectwem w gminie Wisznice. Według Narodowego Spisu Powszechnego z roku 2011 wieś liczyła 187 mieszkańców i była dziewiątą co do wielkości miejscowością gminy.
Wierni Kościoła rzymskokatolickiego należą do parafii Przemienienia Pańskiego w Wisznicach.